# Денис Ејкерс (Мисури)
Денис Ејкерс (енгл. Dennis Acres) град је у америчкој савезној држави Мисури.

## Демографија
По попису из 2010. године број становника је 76, што је 8 (11,8%) становника више него 2000. године.
| Група             | 2000.      | 2010.      |
| Белци             | 48 (70,6%) | 55 (72,4%) |
| Афроамериканци    | 0 (0,0%)   | 0 (0,0%)   |
| Азијати           | 0 (0,0%)   | 0 (0,0%)   |
| Хиспаноамериканци | 11 (16,2%) | 14 (18,4%) |
| Укупно            | 68         | 76         |